# John Carter (hudebník)
John Carter (24. září 1929 Fort Worth, Texas – 31. března 1991 Inglewood, Kalifornie) byl americký jazzový saxofonista, klarinetista a flétnista. Začínal ve čtyřicátých letech spolu se svými spolužáky, saxofonistou Ornette Colemanem a bubeníkem Charlesem Moffettem. V šedesátých letech se zaměřil na západní pobřeží, kde v roce 1965 potkal Bobbyho Bradforda. Od sedmdesátých let vydával vlastní alba. Rovněž spolupracoval s dalšími hudebníky, mezi něž patří Perry Robinson, Harold Land nebo Hampton Hawes.